# 日向夏 (小說家)
日向夏（日语：／ Hyuuga Natsu），是日本福岡縣出身的輕小說作家，目前居住在福岡縣。

## 生平
2012年在成為小說家吧投稿《藥師少女的獨語》之後於主婦之友社RayBooks出版。《藥師少女的獨語》有兩種不同改編漫畫，分別是BIG GANGAN版與Sunday Gene-X版，BIG GANGAN版由ねこクラゲ負責，由台灣東立出版社代理，（譯為：藥師少女的獨語），Sunday Gene-X版由倉田三之路與篠冬子負責，由台灣長鴻出版社代理（譯為：藥屋少女的呢喃 ～貓貓的後宮解謎手帳～），ねこクラゲ負責的版本獲得日本「下一部人氣漫畫大賞 2019」紙本漫畫類別第一名。

## 作品列表

### 一般文學
- 藥師少女的獨語（RayBooks，2012年10月31日，全1卷）※僅有「後宮篇」。

### 輕小說
- トネリコの王（主婦之友社《英雄文庫》，2013年8月31日 - 2014年6月27日，全2卷）
- 緋凰仙華 いつわり仙女は拘束中（一迅社文庫Iris，2013年10月19日，全1卷）
- 藥師少女的獨語（主婦之友社《英雄文庫》，2014年8月29日 - 連載中，截至2025年5月已出版16卷，台版由台灣角川代理截至2024年12月已出版14卷）
- 路地裏の精霊姫（一迅社文庫Iris，2014年11月20日，全1巻）
- 女衒屋グエン（星海社FICTIONS，2018年9月20日，全1巻）
- （KADOKAWA《MF文庫J》，2021年10月25日 - 連載中，現1卷）
- （主婦之友社《英雄文庫》，2021年11月29日 - 連載中，現1卷）
- （星海社FICTIONS，2022年1月20日 - 連載中，現2卷）

### 輕文學
- （2016年11月18日－2018年5月21日，全2卷）
- （富士見L文庫，2017年5月15日，全1卷）
- （小學館文庫，2018年2月22日－2019年4月5日，全3卷）

### 選集
中的名稱為該選集中由日向夏負責的篇章。
- （富士見L文庫，2017年12月15日）
- FGOミステリー小説アンソロジー カルデアの事件簿 file.02（星海社FICTIONS，2020年3月13日）
- （2020年3月5日）
- 作家逃亡飯（星海社FICTIONS、2020年5月18日）
- （星海社FICTIONS，2020年9月17日）

### 朗讀劇
- 追憶のマム（PLATTO、2020年7月26日）：負責場景。

### 漫畫原作
- 藥師少女的獨語（構成：七緒一綺。《月刊BIG GANGAN》；2017年5月29日－連載中，台版由東立出版社代理）
- 藥屋少女的呢喃～貓貓的後宮解謎手帳～（作畫：。《月刊Sunday Gene-X》；2017年8月19日－連載中，台版由長鴻出版社代理）
- [2]（原作協助：星海社。《花與夢》；2021年8月5日[3][4]－連載中）
- （作畫：。《月刊FLAPPER》；2022年6月號[5]－連載中）

### 共同創作
- （星海社新書，2022年6月）：與円居挽（日语：円居挽）、青崎有吾、斜線堂有紀（日语：斜線堂有紀）、相泽沙呼、麻耶雄嵩共同創作，收錄了和的對話。

## 外部連結
- 日向夏的成為小說家吧帳戶
- 日向夏的X（前Twitter） （日語）